# Ravatit
Ravatit (chemisch Phenanthren) ist ein sehr selten vorkommendes Mineral aus der Mineralklasse der Organischen Verbindungen. Er kristallisiert im monoklinen Kristallsystem mit der chemischen Zusammensetzung C14H10 und gehört damit zu den Kohlenwasserstoffen.
Ravatit entwickelt überwiegend blättrige, polykristalline Kristalle von etwa 0,1 mm Größe, aber auch poröse, unregelmäßige Aggregatformen und krustige Überzüge, die entweder farblos oder von weißer bis blassgrauer Farbe und glasigem bis wachsartigem Glanz sind. Die Strichfarbe des Ravatits ist dagegen immer weiß.
Seine Mohs'sche Härte beträgt 1, das heißt Ravatit ist weich wie Talk und lässt sich mit dem Fingernagel ritzen. Mit einer Dichte von 1,11 g/cm³ ist das Mineral nur wenig dichter als Wasser (1 g/cm³).

## Etymologie und Geschichte
Erstmals gefunden und beschrieben wurde Ravatit 1993 von Nasdala und Pekov. Diese benannten das Mineral nach seiner Typlokalität Ravat im Gissar-Gebirge/Sughd in Tadschikistan.

## Klassifikation
In der alten Systematik der Minerale nach Strunz (8. Auflage) ist der Ravatit unter den „Stickstofffreien Kohlenwasserstoffen“ zu finden. Seit der neuen Strunz'schen Mineralsystematik ist die Mineralklasse der organischen Verbindungen allerdings neu sortiert und weiter unterteilt. Ravatit gehört daher jetzt zu einer noch nicht benannten Unterabteilung 10.BA der Abteilung „Kohlenwasserstoffe“.
Die vorwiegend im englischen Sprachraum gebräuchliche Systematik der Minerale nach Dana sortiert den Ravatit ebenfalls in die Abteilung der „Organische Mineralen“ ein. Hier ist das Mineral Namensgeber der „Ravatitgruppe“ mit der System-Nr. 50.03.02 innerhalb der Unterabteilung der „Salze organischer Säuren und Kohlenwasserstoffe“.

## Kristallstruktur

Phenanthren

Ravitit kristallisiert im monoklinen Kristallsystem in der Raumgruppe {\displaystyle \ P2_{1}} (Raumgruppen-Nr. 4) mit den Gitterparametern a = 8,39 Å; b = 6,18 Å; c = 9,56 Å und β = 98,5° sowie 2 Formeleinheiten pro Elementarzelle.

## Bildung und Fundorte
Ravatit bildet sich nur selten durch Resublimation aus brennender Kohle bei etwa 50 °C bis 60 °C (Kohlenbrand). Begleitminerale sind Salmiak und Hämatit.
Bisher wurde das Mineral nur an drei Orten gefunden, bei Alsdorf und Freital in Deutschland und seiner Typlokalität Ravat in Tadschikistan.